# Помпе
Помпе́ (фр. Pompey) — коммуна во французском департаменте Мёрт и Мозель, региона Лотарингия. Относится к кантону Помпе. Расположен к северу от Нанси и входит в агломерацию Большого Нанси. Находится на берегу реки Мозель напротив Фруара недалеко от слияния рек Мёрт и Мозель.

## Демография
Население коммуны на 2010 год составляло 4993 человека.
| 1962 | 1968 | 1975 | 1982 | 1990 | 1999 | 2010 |
| ---- | ---- | ---- | ---- | ---- | ---- | ---- |
| 5464 | 6281 | 6473 | 5685 | 5144 | 5224 | 4993 |

## Экономика
В Помпе находятся кузницы, где очищали чугун из демонтированной при модернизации лифта конструкции Эйфелевой башни, который затем использовали для изготовления олимпийских медалей Летней Олимпиады в Париже (2024).

## В астрономии
В честь города назван астероид (18636) Villedepompey («город Помпе»), открытый в 1998 году.

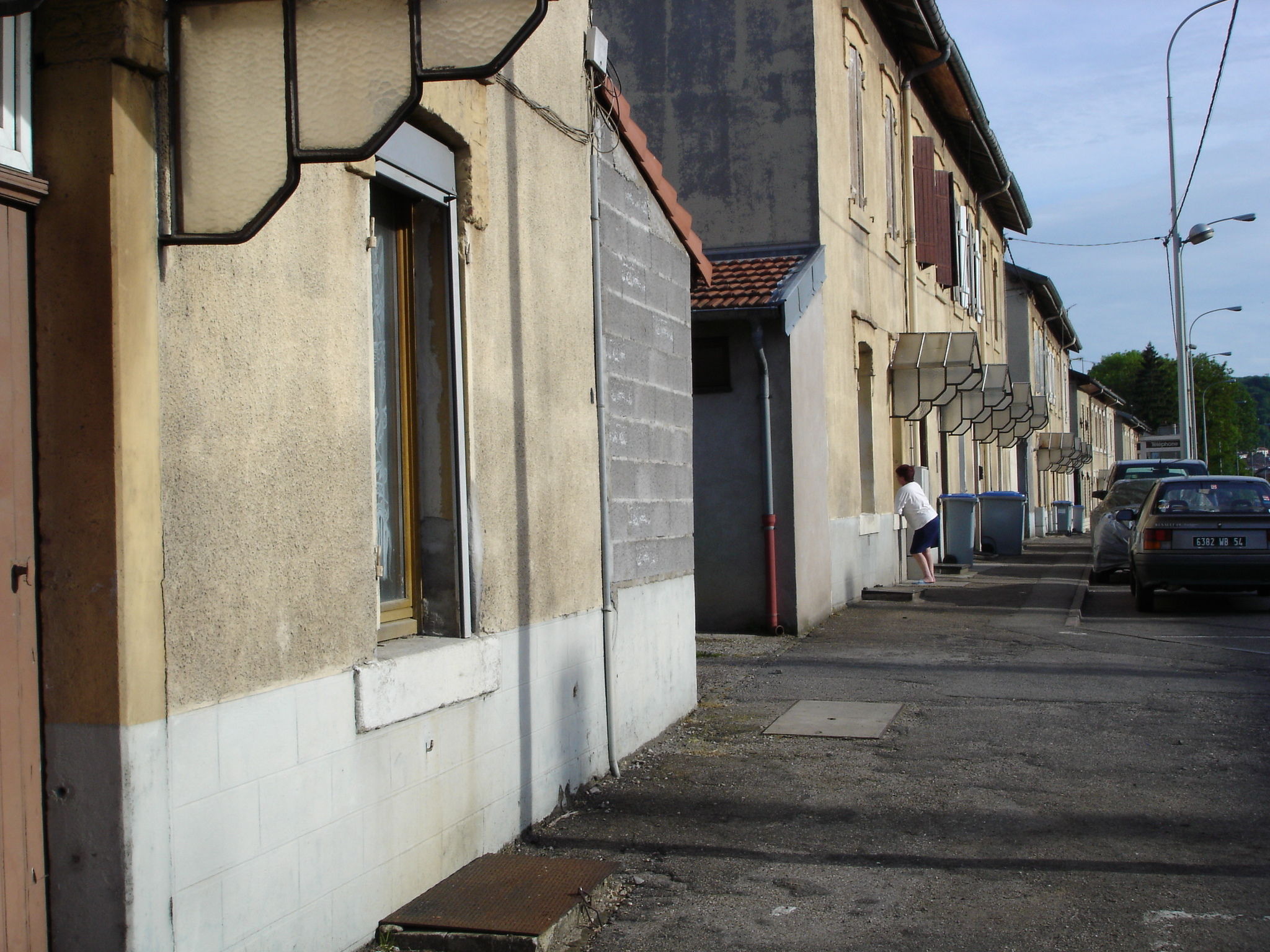
Рабочий квартал
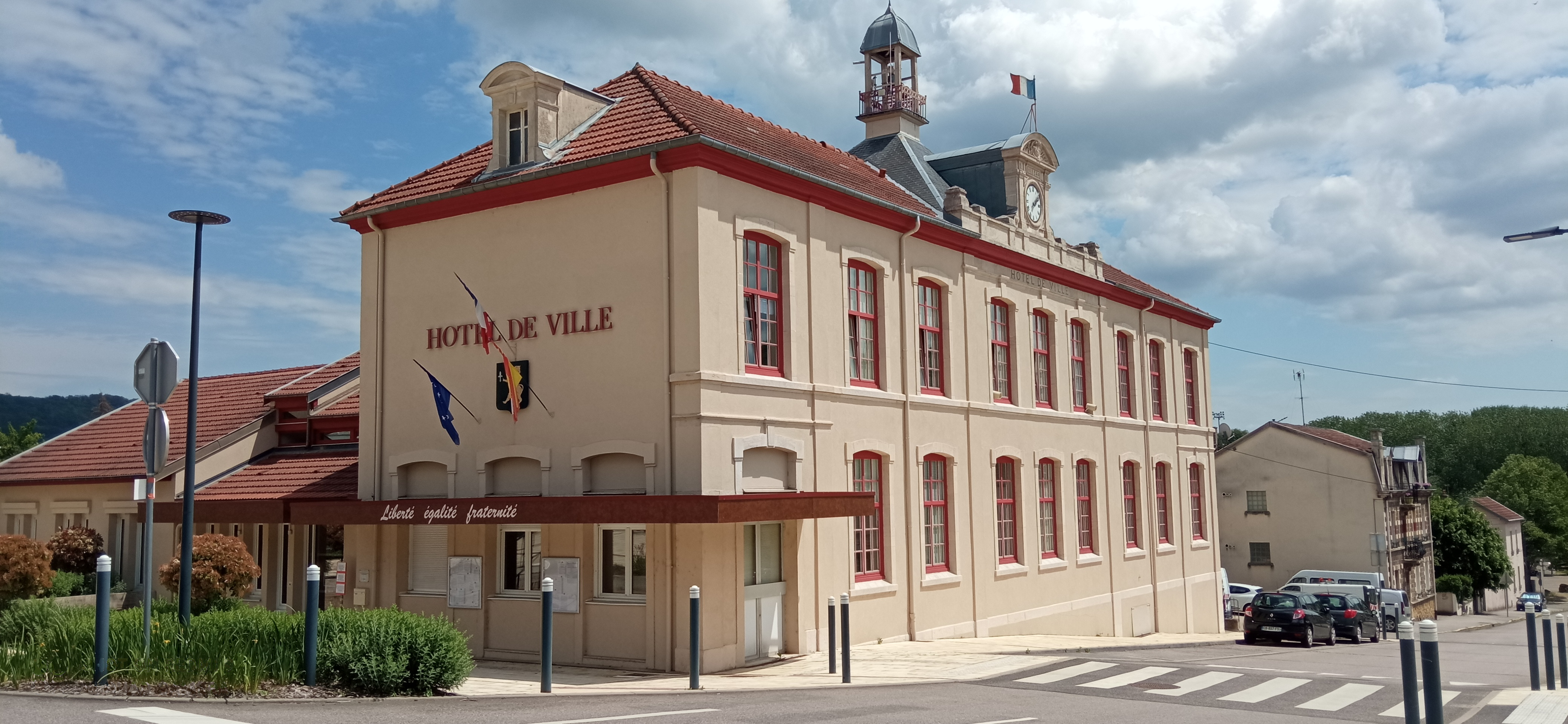
Здание мэрии
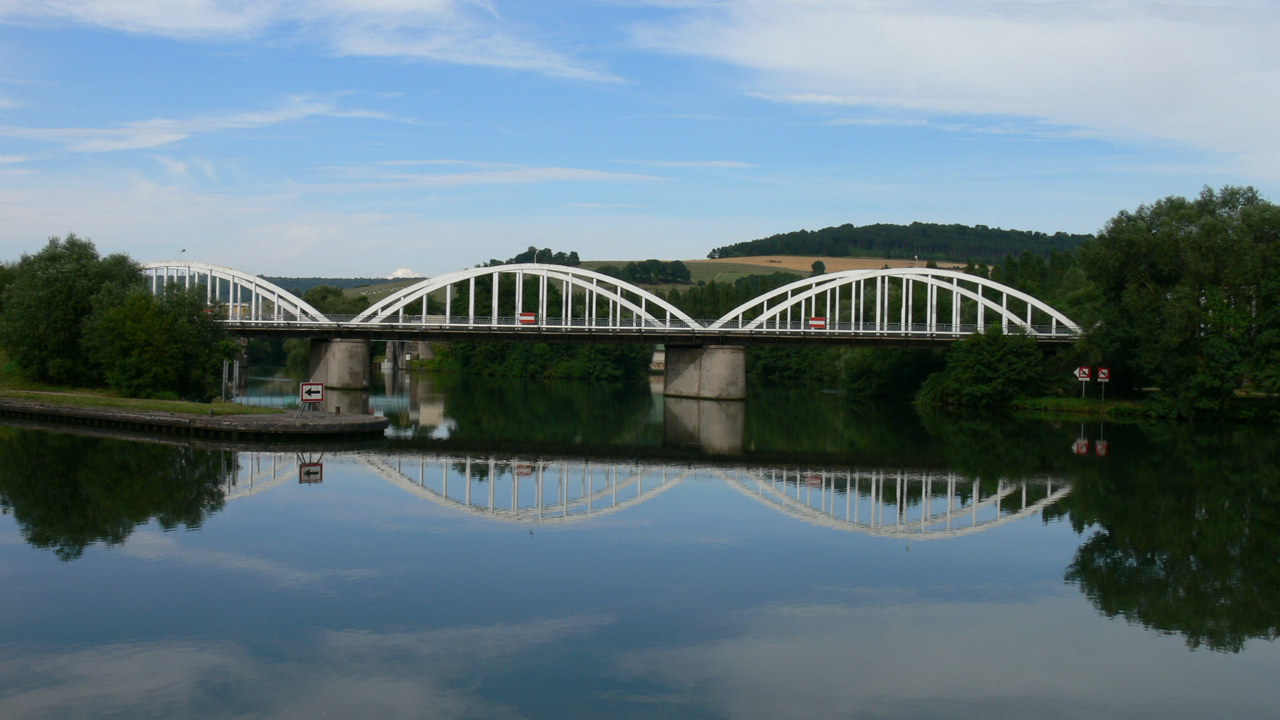
Мост через Мозель, соединяющий Помпе и Фруар
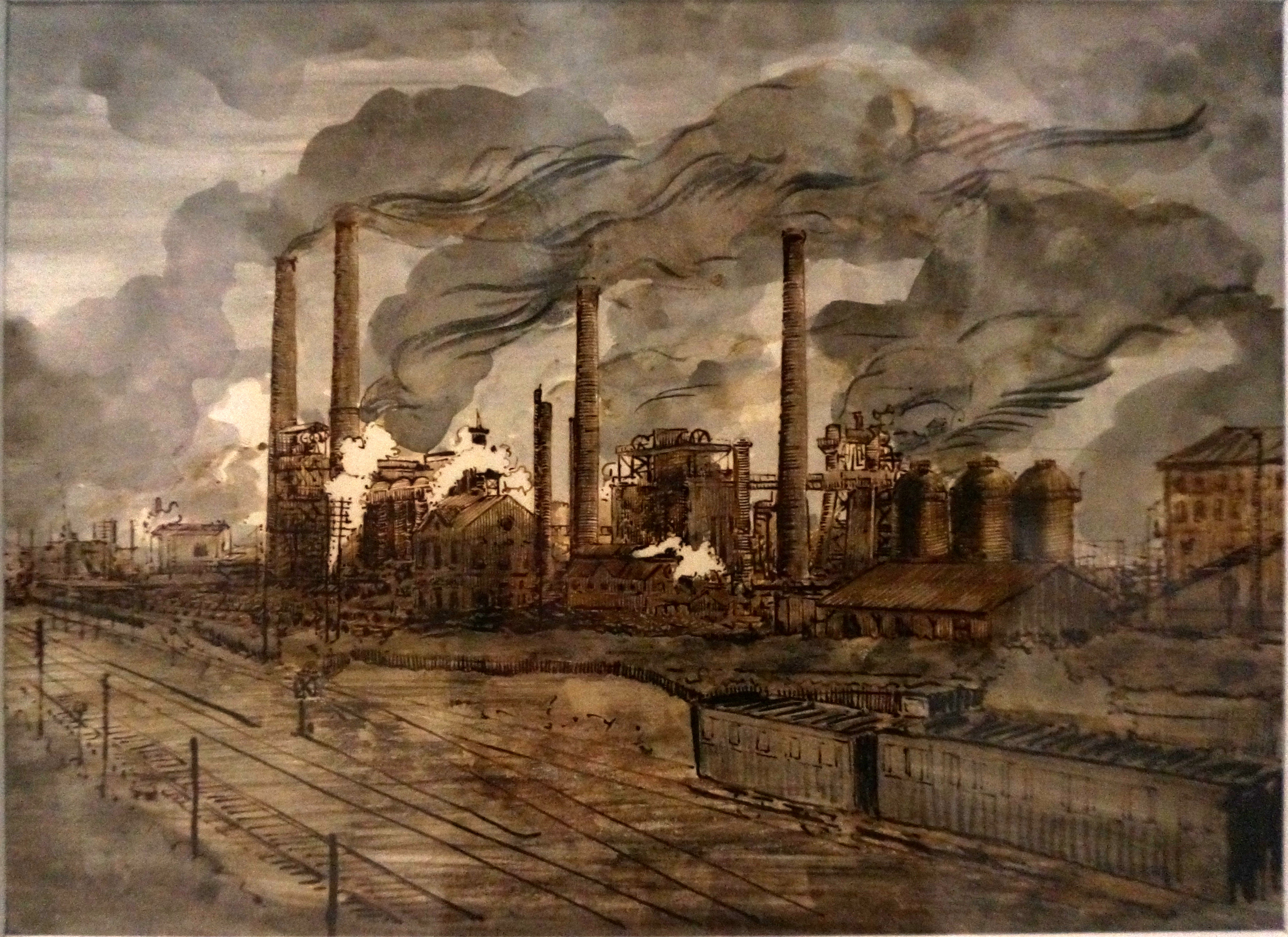
Кузницы Помпе в 1914 году